# Botanical Magazine

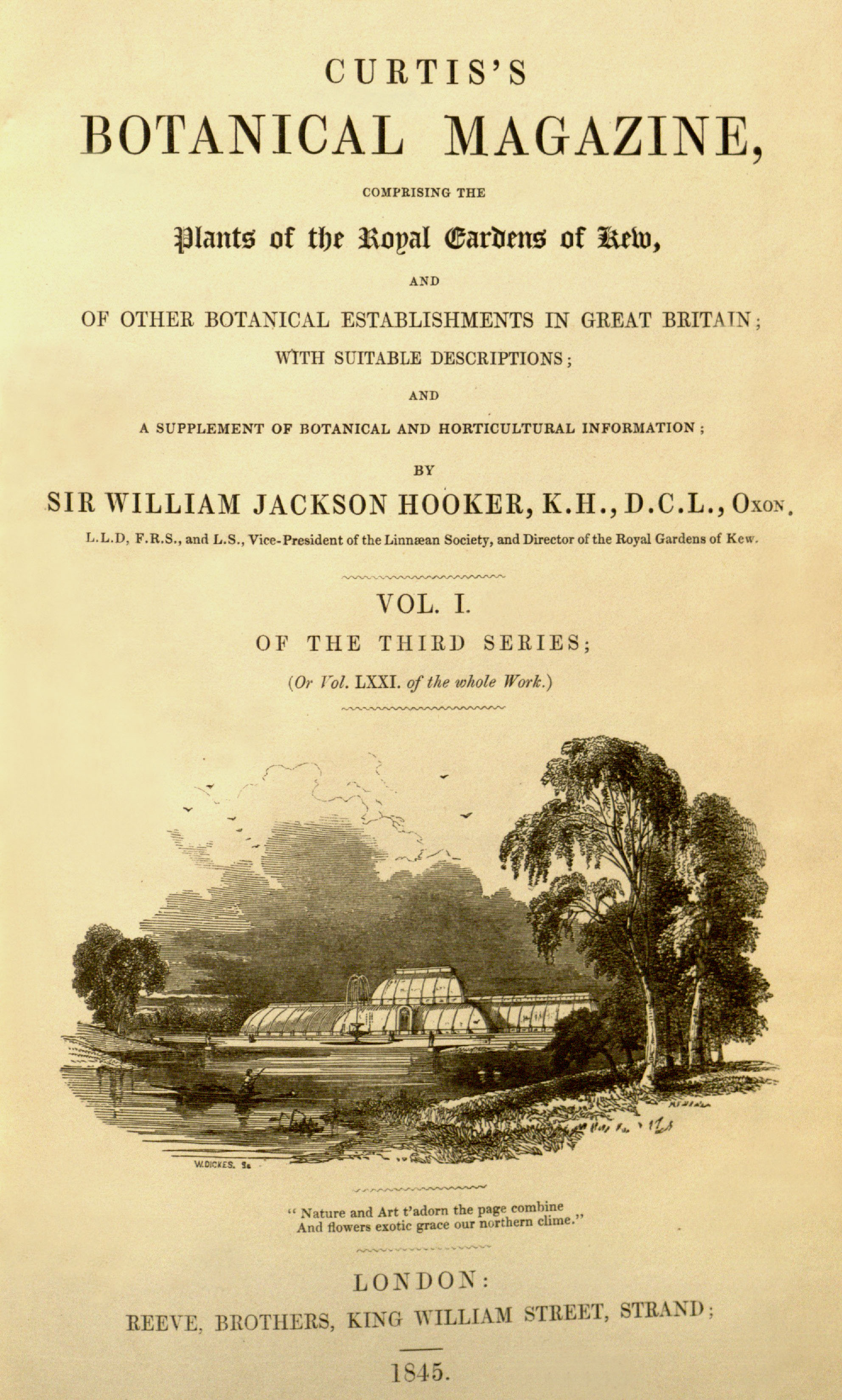
The Botanical Magazine, 1845 Portada

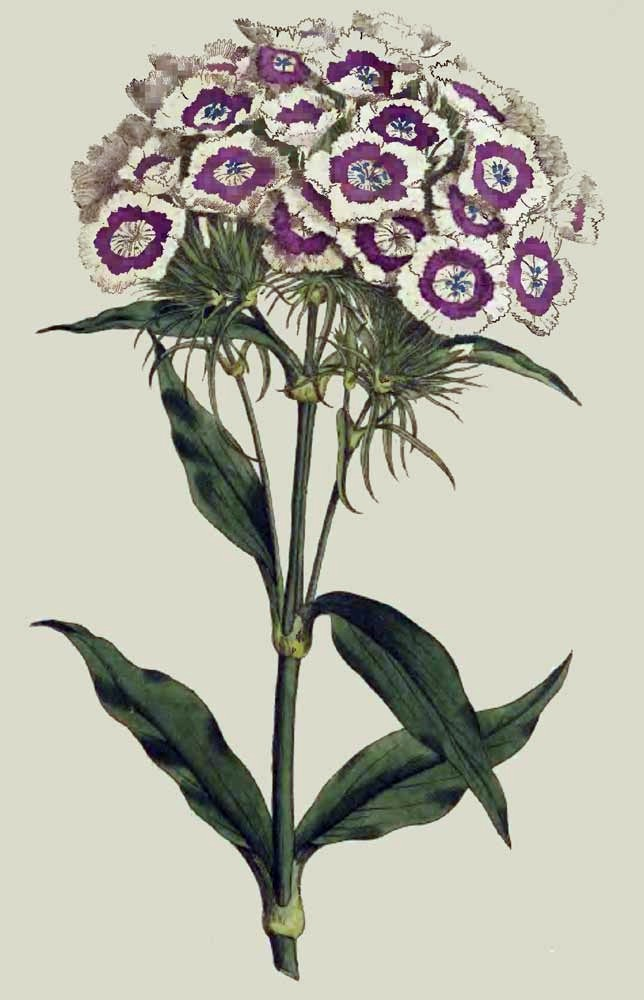
Dianthus barbatus Plate 207 (1793)

The Botanical Magazine o Flower-Garden Displayed (abreviado Bot. Mag.) es una publicación ilustrada que comenzó a editarse en 1787. Es la revista botánica de más larga duración, en general se refiere el siguiente nombre: Curtis's Botanical Magazine.
Cada uno de los temas contiene una descripción, en lenguaje formal y accesible, y es famosa por mostrar el trabajo de ilustradores botánicos durante dos siglos. Muchas plantas recibieron su primera publicación en sus páginas, y la descripción que fue realizada por las ilustraciones profundamente detalladas.
La primera edición, en 1787, fue iniciada por William Curtis, como una revista de ilustraciones botánicas. Curtis era boticario y botánico, y ocupaba un puesto en el Real Jardín Botánico de Kew, que había publicado la aclamada (pero mal vendida) Flora Londinensis unos años antes. La publicación familiarizó a sus lectores con plantas ornamentales y exóticas, y se presentó en formato de octavo. Los artistas que habían dado anteriormente a sus pinturas de flores una gran audiencia, ahora veían su trabajo publicado en un formato más amplio. Las ilustraciones fueron inicialmente grabadas y coloreadas a mano, tomadas de grabados en cobre y complementadas con el texto. La identificación para un lector, en general, se dio con extensos detalles, algunas de ellas las dieron como una sección. Esto fue acompañado por una o dos páginas de texto que describen las propiedades de las plantas, historia, características de crecimiento, y algunos nombres comunes de las especies.
Las ilustraciones del primer volumen fueron en su mayoría efectuadas por Sydenham Edwards, aunque una disputa con los editores vieron su marcha al rival The Botanical Register. El crédito para la primera placa (Iris persica) va a James Sowerby, al igual que una docena de las contribuciones de Edwards. Los primeros treinta volúmenes utilizaron grabados de cobre para realizar las placas, el coloreado a mano de estos fue realizado por un máximo de treinta personas. Con una tirada de 3000 ejemplares. Como los costos de producción aumentaron, y el aumento de la demanda también, los resultados fueron variables. El uso posterior de la coloración a máquina proporcionó uniformidad al trabajo de los artistas, aunque el proceso no podía dar el mismo detalle que los realizados en años anteriores a mano. La revista ha sido considerada como la principal revista de ilustración botánica en sus comienzos.
Cuando Curtis murió, después de haber completado 13 volúmenes (1787-1800), su amigo John Sims se convirtió en editor entre 1801 y 1807 (Volúmenes 15-26) y le cambió el nombre. William Hooker fue el editor del año 1826, trayendo su experiencia como botánico, y como autor de la revista rival, Exotic Botany. WJ Hooker llevó el artista Walter Hood Fitch a la revista, el cual se convirtió en el artista principal de la revista durante cuarenta años. Joseph Dalton Hooker siguió a su padre, convirtiéndose en el director de Kew Gardens en 1865, y editor de su revista.
La artista principal siguiente, Matilda Smith, fue llevada a la revista por el joven Hooker. El talento de Smith fue descubierto por Hooker, Smith reunió más de 2300 placas de Curtis. Su excepcional contribución fue ver a su artista convertida en el principal de Kew, y más tarde fue un asociado de la Linnean Society - la segunda mujer que ha logrado esto. El valor científico de las figuras y la ilustración, una fuente de orgullo y notabilidad de la revista, requiere la cuidadosa formación de los ilustradores. El artista trabajó en estrecha colaboración con el botánico para representar una muestra, el uso de detalles alrededor de la pintura le dio al volumen un recurso práctico para los botánicos, horticultores y jardineros.
La revista es la mayor serie producida de la ilustración botánica, la calidad constante de las placas de la revista y su autoridad, hacen este trabajo el más citado de su especie. Las placas coloreadas a mano era un proceso laborioso, pero esta tradición fue continuada por otro dibujante principal, Lilian Snelling (1879-1972), hasta 1948. Un proceso de fotomecánica se llevó a cabo después de este tiempo.
La revista se ha publicado continuamente desde entonces, con un cambio de nombre a The Kew Magazine desde 1984 hasta 1994. En 1995, el nombre volvió a la de la muy citada, Curtis's Botanical Magazine. Sigue siendo publicado por el Real Jardín Botánico de Kew, como una publicación para aquellos interesados en la ilustración de la horticultura, la ecología o la botánica.
La forma estándar abreviada es Curtis's Bot. Mag. o Botanical Magazine en la cita de la literatura botánica.